# Dulichiella spinosa
Dulichiella spinosa är en kräftdjursart som beskrevs av Stout 1912. Dulichiella spinosa ingår i släktet Dulichiella och familjen Melitidae. Inga underarter finns listade i Catalogue of Life.